# Liste des conseillers nationaux du canton du Tessin
Cette page liste les représentants du canton du Tessin au Conseil national depuis la création de l'État fédéral en 1848.

## Abréviations des partis
- Lega : Ligue des Tessinois
- PCP : Parti conservateur populaire
- PDC : Parti démocrate-chrétien
- PLR : Parti libéral-radical
- PLS : Parti libéral suisse
- PAI : Parti des paysans, artisans et indépendants
- PRD : Parti radical-démocratique
- PSA : parti socialiste autonome
- PSS : Parti socialiste suisse
- UDC : Union démocratique du centre

Autres tendances et mouvements politiques :
- CL : Centre libéral
- CC : Conservatisme catholique
- GL : Gauche libérale

## Liste
| Nom                        | Parti        | Mandat                                                      | Né   | Mort |
| -------------------------- | ------------ | ----------------------------------------------------------- | ---- | ---- |
| Fabio Abate                | PRD          | 2000–2011                                                   | 1966 |      |
| Emilio Agostinetti         | PSS          | 1947–1966                                                   | 1912 | 1983 |
| Mario Agustoni             | PRD          | 1943–1947 1963–1965                                         | 1902 | 1982 |
| Antonio Antognini          | PCP          | 1935–1943                                                   | 1893 | 1972 |
| Francesco Antognini        | PCP          | 1919–1922                                                   | 1863 | 1953 |
| Secondo-Vittorio Antognini | PCP          | 1923–1924                                                   | 1877 | 1958 |
| Alma Bacciarini            | PRD          | 1979–1983                                                   | 1921 | 2007 |
| Giovanni Baggi             | PDC          | 1987–1991                                                   | 1929 | 1995 |
| Luigi Balestra             | PCP          | 1919–1928                                                   | 1873 | 1970 |
| Francesco Balli            | CL/PLS       | 1911–1917                                                   | 1852 | 1924 |
| Valentino Alessandro Balli | CL           | 1852–1854                                                   | 1796 | 1863 |
| Pier Felice Barchi         | PRD          | 1971–1983                                                   | 1929 |      |
| Carlo Battaglini           | GL           | 1848–1850 1862–1887                                         | 1812 | 1888 |
| Cesare Bernasconi          | GL           | 1855–1860                                                   | 1819 | 1864 |
| Costantino Bernasconi      | GL           | 1863–1872 1882–1893                                         | 1820 | 1902 |
| Brenno Bertoni             | PRD          | 1914–1920                                                   | 1860 | 1945 |
| Attilio Bignasca           | Lega         | 2003–2010                                                   | 1943 |      |
| Giuliano Bignasca          | Lega         | 1995 1999–2003                                              | 1945 | 2013 |
| Amedeo Boffa               | PCP          | 1965–1966                                                   | 1900 | 1966 |
| Arnaldo Bolla              | PRD          | 1920                                                        | 1885 | 1942 |
| Cesare Bolla               | PRD          | 1896–1899                                                   | 1848 | 1922 |
| Plinio Bolla               | GL/PRD       | 1893–1896                                                   | 1859 | 1896 |
| Filippo Bonzanigo          | CC           | 1887–1893                                                   | 1839 | 1904 |
| Rocco Bonzanigo            | CL           | 1851–1854                                                   | 1809 | 1881 |
| Rodolfo Bordoni            | PCP          | 1947–1955                                                   | 1897 | 1966 |
| Achille Borella            | GL/PRD       | 1893–1922                                                   | 1845 | 1922 |
| Achille Borella            | PRD          | 1962–1963 1965–1967 1971                                    | 1908 | 1988 |
| Francesco-Nino Borella     | PSS          | 1922 1928–1935 1943–1947                                    | 1883 | 1957 |
| Marco Borradori            | Lega         | 1991–1995                                                   | 1959 | 2021 |
| Antonio Bossi              | GL           | 1863–1866                                                   | 1829 | 1893 |
| Bixio Bossi                | PRD          | 1931–1942                                                   | 1896 | 1990 |
| Emilio Bossi               | PRD          | 1914–1920                                                   | 1870 | 1920 |
| Germano Bruni              | GL/PRD       | 1893–1896                                                   | 1850 | 1932 |
| Guido Bustelli             | PRD          | 1963                                                        | 1905 | 1992 |
| Fulvio Caccia              | PDC          | 1987–1998                                                   | 1942 |      |
| Geo Camponovo              | PRD          | 1991–1995                                                   | 1937 |      |
| Demetrio Camuzzi           | GL/PRD       | 1893–1899                                                   | 1858 | 1899 |
| Guglielmo Canevascini      | PSS          | 1919–1922                                                   | 1886 | 1965 |
| Daniele Capponi            | GL           | 1861–1863                                                   | 1810 | 1876 |
| Marina Carobbio Guscetti   | PSA puis PSS | 2007–                                                       | 1966 |      |
| Werner Carobbio            | PSS          | 1975–1999                                                   | 1936 |      |
| Arrigo Caroni              | PCP/PDC      | 1966–1971                                                   | 1903 | 1985 |
| Ignazio Cassis             | PRD/PLR      | 2007–                                                       | 1961 |      |
| Giuseppe Cattori           | PCP          | 1912–1915 1917–1922                                         | 1866 | 1932 |
| Adriano Cavadini           | PRD          | 1987–1999                                                   | 1942 |      |
| Franco Cavalli             | PSS          | 1995–2007                                                   | 1942 |      |
| Enrico Celio               | PCP          | 1924–1925 1927–1928 1930–1932                               | 1889 | 1980 |
| Nello Celio                | PRD          | 1963–1966                                                   | 1914 | 1995 |
| Carlo Censi                | PRD          | 1926–1931                                                   | 1872 | 1958 |
| Emilio Censi               | GL/PRD       | 1873–1875 1902–1908                                         | 1837 | 1910 |
| Marco Chiesa               | UDC          | 2015-                                                       | 1974 |      |
| Alfonso Chicherio          | PCP          | 1915–1918                                                   | 1859 | 1918 |
| Giacomo Ciani              | GL           | 1858–1860                                                   | 1773 | 1868 |
| Gianfranco Cotti           | PDC          | 1979–1993                                                   | 1929 |      |
| Flavio Cotti               | PDC          | 1983–1986                                                   | 1939 |      |
| Giovanni Dazzoni           | CC           | 1881–1890                                                   | 1851 | 1923 |
| Agostino Demarchi          | GL           | 1850–1854                                                   | 1813 | 1890 |
| Ruggero Dollfus            | PCP          | 1922–1943                                                   | 1876 | 1948 |
| Franco Donati              | PDC          | 1998–1999                                                   | 1932 |      |
| Gaetano Donini             | PAI          | 1920–1922                                                   | 1874 | 1926 |
| Mario Ferri                | PSS          | 1908–1911                                                   | 1875 | 1941 |
| Augusto Fogliardi          | GL           | 1852–1854 1863                                              | 1818 | 1890 |
| Stefano Franscini          | GL           | 1848                                                        | 1796 | 1854 |
| Enrico Franzoni            | PCP/PDC      | 1959–1975                                                   | 1920 | 2008 |
| Antonio Fusoni             | PRD          | 1912–1914                                                   | 1857 | 1914 |
| Antonio Galli              | PRD          | 1926                                                        | 1883 | 1942 |
| Brenno Galli               | PRD          | 1959–1971                                                   | 1910 | 1978 |
| Evaristo Garbani-Nerini    | PRD          | 1909–1922                                                   | 1867 | 1944 |
| Agostino Gatti             | CC           | 1873–1893                                                   | 1841 | 1897 |
| Gabriele Gendotti          | PRD          | 1999–2000                                                   | 1954 |      |
| Luigi Generali             | PRD          | 1971–1979                                                   | 1920 | 2005 |
| Ugo Gianella               | PCP/PDC      | 1963–1972                                                   | 1920 | 1972 |
| Luciano Giudici            | PRD          | 1983–1987                                                   | 1938 |      |
| Norman Gobbi               | Lega         | 2010–2011                                                   | 1977 |      |
| Mario Grassi               | PDC          | 1983–1991                                                   | 1929 | 2001 |
| Giulio Guglielmetti        | PRD          | 1951–1959                                                   | 1901 | 1987 |
| Severino Guscetti          | GL           | 1849–1851                                                   | 1816 | 1871 |
| Adolfo Janner              | PCP          | 1941–1951                                                   | 1896 | 1974 |
| Giovanni Jauch             | GL           | 1848–1851 1855–1873                                         | 1806 | 1877 |
| Camillo Jelmini            | PCP/PDC      | 1971–1983                                                   | 1925 | 1997 |
| Silvio Jolli               | PCP          | 1962–1963                                                   | 1907 | 1964 |
| Arturo Lafranchi           | PCP          | 1959–1962                                                   | 1914 | 2003 |
| Mimi Lepori                | PDC          | 1993–1995                                                   | 1949 |      |
| Bernardino Lurati          | CC           | 1875–1880                                                   | 1829 | 1880 |
| Giovanni Lurati            | CC/PCP       | 1899–1908 1911–1914                                         | 1858 | 1918 |
| Giacomo Luvini             | GL           | 1848–1854 1855–1862                                         | 1795 | 1862 |
| Massimiliano Magatti       | CC           | 1872 1873–1881                                              | 1821 | 1894 |
| Carlo Maggini              | PRD          | 1922–1926 1931–1935                                         | 1877 | 1941 |
| Romeo Manzoni              | PRD          | 1895–1902 1905–1912                                         | 1847 | 1912 |
| Otto Maraini               | PRD          | 1922                                                        | 1863 | 1944 |
| Francesco Masina           | PCP          | 1951–1959                                                   | 1886 | 1966 |
| Franco Masoni              | PRD          | 1967–1975                                                   | 1928 |      |
| Franco Maspoli             | PCP          | 1943–1965                                                   | 1908 | 1974 |
| Flavio Maspoli             | Lega         | 1991–2003                                                   | 1950 | 2007 |
| Giovanni Merlini           | PRD          | 2014–                                                       | 1962 |      |
| Giuseppe Motta             | CC           | 1899–1911                                                   | 1871 | 1940 |
| Camillo Olgiati            | PRD          | 1922–1931                                                   | 1876 | 1940 |
| Libero Olgiati             | PRD          | 1955–1962 1967–1971                                         | 1908 | 1986 |
| Gian Mario Pagani          | PDC          | 1972–1979                                                   | 1933 |      |
| Tomaso Pagnamenta          | PCP          | 1919                                                        | 1855 | 1930 |
| Roberta Pantani            | Lega         | 2011–                                                       | 1965 |      |
| Carlo Pasta                | CC           | 1875–1878                                                   | 1822 | 1893 |
| Giuseppe Patocchi          | GL           | 1855–1860                                                   | 1822 | 1891 |
| Gian Battista Pedrazzini   | PDC          | 1975–1983                                                   | 1917 | 1998 |
| Martino Pedrazzini         | CC           | 1873–1890                                                   | 1843 | 1922 |
| Michele Pedrazzini         | CC           | 1860–1872 1873                                              | 1819 | 1873 |
| Paolo Pedrazzini           | PCP          | 1925                                                        | 1889 | 1956 |
| Fabio Pedrina              | PSS          | 1999–2011                                                   | 1954 |      |
| Fulvio Pelli               | PRD/PLR      | 1995–2014                                                   | 1951 |      |
| Aleardo Pini               | PRD          | 1942–1958                                                   | 1907 | 1958 |
| Massimo Pini               | PRD          | 1979–1999                                                   | 1936 | 2003 |
| Alfredo Pioda              | GL/PRD       | 1893–1909                                                   | 1848 | 1909 |
| Giovanni Battista Pioda    | GL           | 1848–1854 1855–1857                                         | 1808 | 1892 |
| Giovanni Polar             | CC           | 1866–1868                                                   | 1825 | 1868 |
| Giovanni Polar             | PCP          | 1928–1931 1933–1935                                         | 1868 | 1941 |
| Ignazio Polar              | CC           | 1880–1893                                                   | 1837 | 1900 |
| Lorenzo Quadri             | Lega         | 2011–                                                       | 1974 |      |
| Giovanni Battista Ramelli  | GL           | 1855–1862                                                   | 1808 | 1862 |
| Remigio Ratti              | PDC          | 1995–1999                                                   | 1944 |      |
| Fabio Regazzi              | PDC          | 2011–                                                       | 1962 |      |
| Antonio Luigi Riva         | PCP          | 1917–1919                                                   | 1870 | 1942 |
| Waldo Riva                 | PCP          | 1943–1947 1951                                              | 1905 | 1987 |
| Dario Robbiani             | PSS          | 1979–1987                                                   | 1939 | 2009 |
| Meinrado Robbiani          | PDC          | 1999–2011                                                   | 1951 |      |
| Marco Romano               | PDC          | 2011–                                                       | 1982 |      |
| Riccardo Rossi (de)        | PCP          | 1931–1940                                                   | 1901 | 1986 |
| Francesco Rusca            | PRD          | 1922–1943 1947–1951                                         | 1875 | 1956 |
| Giovan Battista Rusca      | PRD          | 1927–1931 1935–1943 1947–1955                               | 1881 | 1961 |
| Luigi Rusca                | CL           | 1864–1872                                                   | 1810 | 1880 |
| Filippo Rusconi            | PRD          | 1896–1902                                                   | 1844 | 1926 |
| Pierre Rusconi             | UDC          | 2011–2015                                                   | 1949 |      |
| Laura Sadis                | PRD          | 2003–2007                                                   | 1961 |      |
| Sergio Salvioni            | PRD          | 1983–1991                                                   | 1927 |      |
| Chiara Simoneschi-Cortesi  | PDC          | 1999–2011                                                   | 1946 |      |
| Antonio Soldini            | PRD          | 1902–1905                                                   | 1854 | 1933 |
| Benigno Soldini            | GL           | 1848–1852                                                   | 1811 | 1852 |
| Carlo Soldini              | GL           | 1860–1863                                                   | 1809 | 1868 |
| Giuseppe Soldini           | GL           | 1868–1872                                                   | 1820 | 1896 |
| Carlo Speziali             | PRD          | 1971–1979                                                   | 1921 | 1998 |
| Erennio Spinelli           | CC           | 1878–1881                                                   | 1846 | 1931 |
| Giuseppe Stoffel           | PRD          | 1902–1914                                                   | 1863 | 1929 |
| Leone de Stoppani          | GL/PRD       | 1887–1895                                                   | 1825 | 1895 |
| Angelo Tarchini            | PCP          | 1914–1917 1922–1923 1925–1927 1928–1930 1932–1933 1940–1941 | 1874 | 1941 |
| Pierino Tatti              | PRD          | 1958–1963                                                   | 1893 | 1963 |
| Francesco Vassalli         | PRD          | 1908–1919                                                   | 1862 | 1920 |
| Alberto Verda              | PCP          | 1955–1959                                                   | 1910 | 1982 |
| Alberto Vigizzi            | PRD          | 1921–1927                                                   | 1873 | 1927 |
| Giuseppe Volonterio        | CC           | 1890–1893                                                   | 1844 | 1921 |
| Carlo Vonmentlen           | CC           | 1872 1873–1887                                              | 1830 | 1906 |
| Didier Wyler               | PSS          | 1967–1979                                                   | 1917 | 1982 |
| Edoardo Zeli               | PSS          | 1922–1928 1935–1947                                         | 1882 | 1962 |